# JICA緒方研究所
JICA緒方研究所（ジャイカおがたけんきゅうじょ、英: JICA Ogata Research Institute、略称: JICA-RI）は、独立行政法人国際協力機構（JICA）の研究所。正式名称は国際協力機構 緒方貞子平和開発研究所（英: JICA Ogata Sadako Research Institute for Peace and Development）である。
JICA研究所（英: JICA Research Institute、正式名称: 国際協力機構研究所）として2008年10月1日設立。2020年4月1日には当研究所の設立を主導した緒方貞子の名を冠して、現名称に改称された。

## 概要
所在地：東京都新宿区市谷本村町10-5 国際協力機構市ヶ谷ビル（JICA市ヶ谷ビル）
日本の政府開発援助の実施機関であるJICAの一部門として、開発途上国が直面する開発課題の解決に向けた研究を行っている。
その業務は、独立行政法人国際協力機構法（平成十四年十二月六日法律第百三十六号）の第三章業務、第十三条八に、「前各号に掲げる業務に関連して必要な調査及び研究を行うこと。」として定められる。

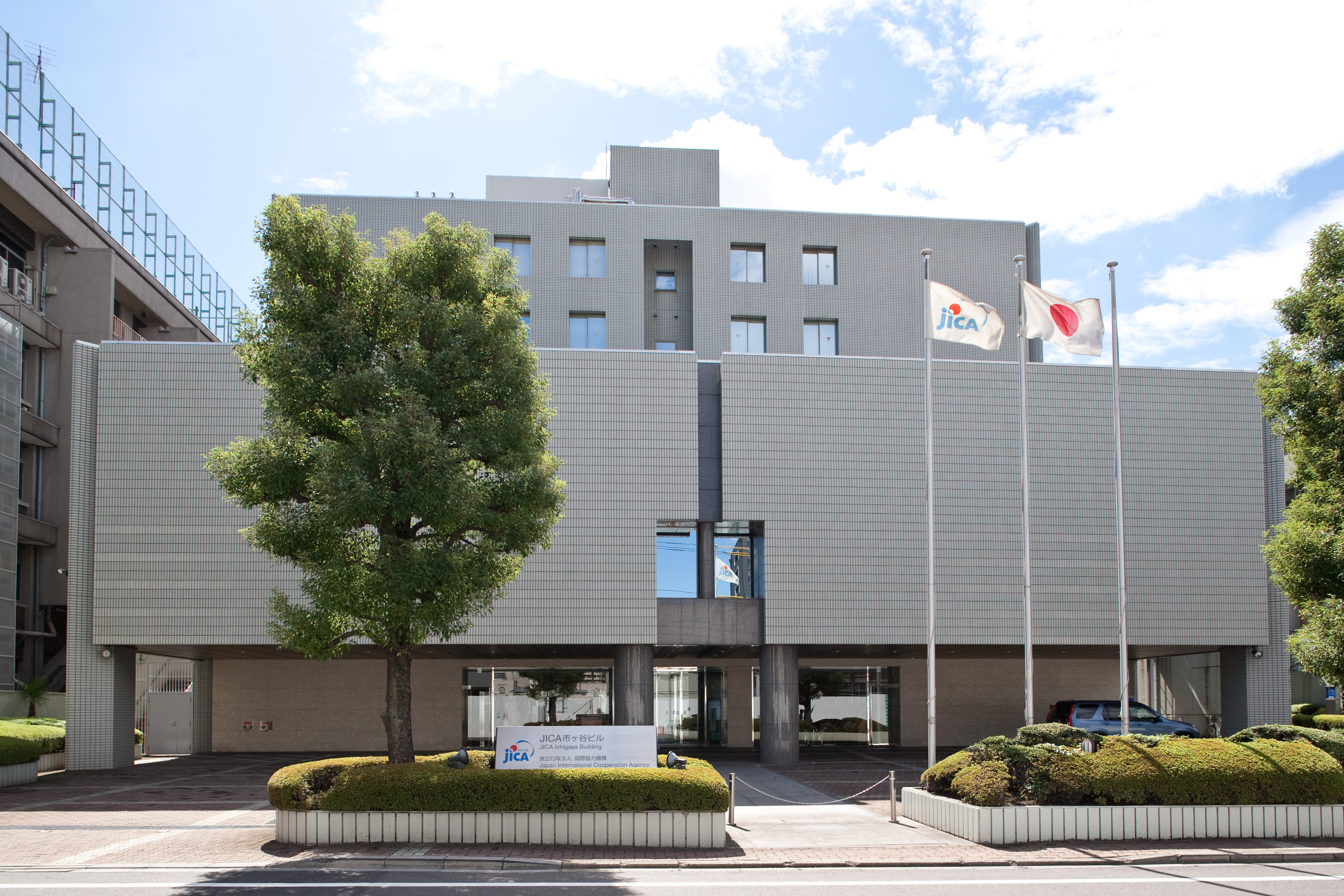
JICA市ヶ谷ビル

## 沿革
2008年10月1日、日本政府の政府開発援助（ODA）において主に技術協力を担っていたJICA（独立行政法人国際協力機構）と、有償資金協力を担っていたJBIC（国際協力銀行）の海外経済協力部門が統合し、新JICAが発足した際、国際協力機構法の改正によって研究業務が本来業務として位置付けられた。その研究機能を強化するため、それぞれの組織が有していた研究機能を統合し、JICA研究所（国際協力機構研究所）が設立された。
2020年4月1日、JICA緒方研究所（国際協力機構 緒方貞子平和開発研究所）に改称された。

## 組織・人事
JICA本部の一部門として設置され、所長および副所長をおく。約30名の常勤研究員を擁する。
- 所長：高原明生
- 副所長：藤田安男

歴代所長
- 畝伊智朗（2014年 - 2018年）
- 恒川惠市（2008年 - 2011年）
- 細野昭雄（2011年 - 2013年）
- 加藤宏（2013年 - 2014年）
- 大野泉（2018年10月 - 2020年）

## 研究内容
研究は大きく（1）平和と開発、（2）成長と貧困削減、（3）環境と開発/気候変動、（4）援助戦略の4つの研究領域で研究を行っている。
研究は、開発事業の実施機関であるJICAの研究所であるという強みを活かし、実務に根差した研究を行い、JICAの実務や、他の開発援助機関や、開発途上国などの政策決定者へのフィードバックを図ることを目指している。
また、研究は、総合的視点を持って取り組むとされており、日本・アジアの経験を積極的に発信していくこと、内外の研究者と幅広いネットワークを持ちながら研究を進めていくことを方針としている。

## 刊行物
JICA緒方研究所が取り組んでいる課題の研究成果（途中成果も含む）を発表し、活発な議論を喚起することを目的として、論文形式の刊行物ワーキングペーパーを主たる刊行物として発刊しており、ウェブサイトでも公開されている。
- JICA緒方研究所 ワーキングペーパー

研究成果はワーキングペーパーのほか、オックスフォード大学出版会、シュプリンガー、パルグレイブ社などの欧米の学術出版社から英文の書籍として刊行されており、その概要はJICA緒方研究所のウェブサイトや、出版社のウェブサイトに紹介されている。
JICA緒方研究所の刊行物の多くは英語であるが、政策に対する示唆をまとめたものとして作成されるポリシー・ブリーフ、国際協力における経験・知見をまとめた文献であるフィールドレポート、JICAが行ってきた技術協力や資金協力などの事業を多面的に振り返りまとめた書籍プロジェクト・ヒストリーなどは、日本語で制作し発表されている。

## 著名な研究員等（現職者・出身者）
- 恒川惠市（初代所長）：東京大学名誉教授、政策研究大学院大学特別教授
- 細野昭雄（シニア・リサーチ・アドバイザー）
- サキコ・フクダ・パー（特別招聘研究員）：ニュースクール大学教授
- スリン・ピッスワン（英語版）（特別招聘研究員）:　東南アジア諸国連合（ASEAN）前事務総長、元タイ王国前外務大臣